# Башмаков, Лев Полиевктович
Лев Полиевктович Башмаков (26 февраля 1938 года, г. Шуя Ивановской области, РСФСР, СССР, — 30 декабря 2018 года, г. Егорьевск Московской области, Российская Федерация) — советский и российский государственный деятель, председатель Рязанского облисполкома с 1988 по 1991 год, бывший глава администрации Рязанской области с 1991 по 1994 год.

## Биография
Родился 26 февраля 1938 года в г. Шуя Ивановской области.
В 1961 году окончил Красноярский политехнический институт.
1961—1966 — инженер-технолог, начальник бюро, заместитель начальника цеха оборонного предприятия в г. Красноярске.
1966—1980 — старший инженер, заместитель начальника производства, заместитель директора Хмельницкого радиотехнического завода.
1980—1983 — директор Ровенского механического завода.
1983—1988 — генеральный директор Рязанского ПО «Красное Знамя».
С декабря 1988 по март 1990 года был председателем Исполкома Рязанского областного Совета.
1990—1991 — директор по маркетингу СП «Интернаут».
25 сентября 1991 года был назначен главой администрации Рязанской области.
Осенью 1993 года поддержал действия Президента Ельцина, направленные на роспуск Съезда народных депутатов, Верховного и местных Советов. Во время предвыборной кампании в декабре 1993 года неоднократно заявлял, что он полностью поддерживает президентский проект Конституции и считает себя сторонником избирательного блока «Выбор России».
25 января 1994 года был освобождён от должности указом Президента РФ с формулировкой «за систематическое превышение своих полномочий, необеспечение выполнения указов Президента, направленных на становление рыночной экономики».
В дальнейшем был директором ООО Пищекомбинат «Бельковский».
Умер 30 декабря 2018 года в Егорьевске. Похоронен на Богородском кладбище Рязани.